# Gorbatov (Oblast' di Nižnij Novgorod)
Gobrbatov (in russo Горбатов?) è una cittadina della Russia europea centro-orientale, nell'oblast' di Nižnij Novgorod (rajon Pavlovskij).
Sorge nella zona della Meščëra, sulle rive dell'Oka, e dista circa 80 km da Nižnij Novgorod.
Nota dal XVI secolo e citata in un documento del 1564, ha ricevuto lo status di città nel 1779. Nei suoi dintorni sono stati girati alcuni esterni del film Il barbiere di Siberia di Nikita Michalkov.